# Рейзенкинд, Иосиф Яковлевич
Рейзенкинд Иосиф Яковлевич (29 июня 1910, Харьков — 29 марта 1990, Кривой Рог, Днепропетровская область) — советский учёный-маркшейдер, горный инженер. Доктор технических наук (1966), профессор (1969).

## Биография
Родился 29 июня 1910 года в Харькове.
В 1936 году окончил Харьковский инженерно-строительный институт. В 1936—1941 годах — геодезист, начальник отряда проектировочной конторы «Союзтранспроект» в Харькове.
В 1941—1943 годах работал на Томском электротехническом заводе.
В 1953—1970 годах — заведующий кафедрой геодезии в Донецком национальном техническом университете. С 1958 года под руководством профессора Дмитрия Оглоблина работал на аэрофотосъёмке карьеров в Докучаевске.
В 1970—1972 годах работал в Саратовском политехническом институте.
В 1972—1985 годах — заведующий кафедрой прикладной геодезии в Криворожском горнорудном институте. 
Умер 29 марта 1990 года в Кривом Роге.

## Научная деятельность
Специалист по аэрофотосъёмке карьеров. Автор более 50 научных трудов, учебников и учебных пособий.

### Научные труды
- Тахеометрические таблицы / Д. Н. Оглоблин, И. Я. Рейзенкинд. — М.: Углетехиздат, 1952. — 171 с.
- Стереофотограмметрическая съёмка карьеров [Текст] / И. Я. Рейзенкинд, Р. Р. Синанян. — М.: Металлургиздат, 1956. — 179 с.
- Таблицы для маркшейдерской съёмки карьеров [Текст] / Д. Н. Оглобин, И. Я. Рейзенкинд, Н. В. Коммодов. — М.: Госгортехиздат, 1960. — 235 с.
- Новые способы маркшейдерских съёмок карьеров [Текст] / И. Я. Рейзенкинд. — М.: Госгортехиздат, 1963. — 324 с.
- Новые маркшейдерские приборы [Текст] / Д. Н. Оглоблин, И. Я. Рейзенкинд. — 2-е изд. — М.: Недра, 1967. — 192 с.